# Garencières
Garencières település Franciaországban, Eure megyében. Lakosainak száma 594 fő (2018. január 1.). Garencières Saint-Luc és Le Val-David községekkel határos.

## Népesség
A település népességének változása:
| Lakosok száma | 189  | 153  | 212  | 487  | 495  | 554  | 566  | 720  | 583  | 594  |
|               | 1962 | 1968 | 1975 | 1990 | 1999 | 2008 | 2013 | 2016 | 2017 | 2018 |